# Fuerza natural
Fuerza Natural es el quinto y último álbum de estudio de Gustavo Cerati en su etapa como solista, lanzado el 1 de septiembre de 2009. El disco se caracteriza por un sonido folk con presencia de guitarras acústicas y mandolinas. Fue certificado con disco de oro en Argentina por vender más de 20 000 copias en su primera semana de lanzamiento, luego alcanzó el disco de platino.
El primer corte de difusión fue Deja Vu, el segundo fue Rapto, el tercero fue Magia. Además, se encuentran temas que son reconocidas, entre los que se incluyen Cactus (que posteriormente sería reconocido por una versión de Abel Pintos), Tracción a Sangre y la canción que le da nombre al álbum.
Este es el último disco lanzado por Cerati antes de sufrir el accidente cerebrovascular que lo mantendría en estado de coma desde el 15 de mayo de 2010 hasta su fallecimiento el 4 de septiembre de 2014 después de cuatro años.

## La idea del disco
Cerati: "Lo concebí y lo pensé como álbum. Por eso también va a haber una edición en vinilo. Es muy loco: en los '80 añoraba los discos simples de los años dorados del rock; ahora que volvió el single —en otro formato— no me interesan más, me interesa la cosa más completa. Es además un disco de viaje, de carretera. Más solitario que Ahí Vamos, más celebratorio y asimismo con una alta dosis de alarma ante los fenómenos naturales. Se iba a llamar Viento, al final quedó Fuerza Natural. No tiene un mensaje ecológico, pero habla justamente de las fuerzas naturales internas y externas, las invisibles y las cotidianas. También tiene mucho campo, mucha Pampa. Gran parte de la lírica la escribí en una chacra que tengo en José Ignacio, Uruguay. Es como un compendio de mi carrera, pero expansivo; no es una suma de clichés, pero están".

## Música
Como en todos los trabajos de Gustavo Cerati, en este álbum comparten varios géneros musicales, incluso opuestos entre sí. Además, es un vuelco casi total del sonido roquero y lleno de guitarras de su disco anterior, Ahí Vamos. Cerati cambia los potentes riffs y los solos de guitarra, por sonidos más melódicos, suaves y relajantes; además de canciones más cargadas al pop como los tres sencillos.
La música tiene una gran influencia del indie rock, como se oye en Fuerza natural, Naturaleza muerta o He visto a Lucy; además de indie rock mezclado con pop rock como el de los tres sencillos Deja Vu, Rapto y Magia.
También es altamente perceptible la presencia de una influencia folk, especialmente folk argentino, indie folk; además de trazos de country alternativo. Claros ejemplos son Cactus, Tracción a Sangre, Fuerza Natural o la pop Amor Sin Rodeos.
En baladas suaves como Sal, Convoy o la pista oculta # - Numeral, aparece un suave rock alternativo mezclado con melodías pop.
Una curiosidad sobre la canción He Visto a Lucy es que, a partir del minuto 3:37, contiene una muestra de El Parque, canción escrita por Luis Alberto Spinetta e interpretada por la banda Billy Bond y La Pesada del Rock and Roll en su álbum homónimo de 1971.

## Premios y reconocimientos
Fuerza Natural ganó las siete categorías en las que estaba nominado en los Premios Carlos Gardel 2010.
CAPIF, la cámara que agrupa a los sellos discográficos de Argentina, anunció los ganadores de los Premios Gardel 2010.
El galardón más esperado, el Gardel de Oro, fue para Gustavo por su álbum Fuerza Natural, siendo el segundo en su carrera (el primero lo obtuvo en 2007, por Ahí Vamos). Fuerza Natural alcanzó el premio Gardel 2010 en todas las categorías en las que estaba nominado.
- Mejor Álbum Artista de Rock

- Mejor Diseño de Portada (Rock Instrument Bureau)

- Mejor Video Clip (Landia · Deja Vu)

- Ingeniería de Grabación (Héctor Castillo · Uriel Dorfman · Nicolás Parker Pucci · James Brown · Greg Calbi)

- Producción del Año (Gustavo Cerati · Héctor Castillo)

- Canción del Año (Deja Vu)

- Álbum del Año

Simultáneamente, Gustavo fue galardonado con una Musa 2010 en la ceremonia de los Premios OYE.
En el mismo día en el que CAPIF anunció los ganadores a los Premios Gardel, jueves 4 de noviembre, se realizó en Monterrey, México, la ceremonia de premiación de la novena entrega de los Premios Oye. La capital del estado de Nuevo León, reconoce a lo mejor de la música grabada en 20 categorías divididas en tres grandes rubros: pop y rock español, anglo y popular. Gustavo fue premiado en la categoría de rock en español con la Musa 2010, tal como es conocido el galardón.
El 11 de noviembre de 2010 por este álbum, Cerati ganó tres premios Grammy Latinos, uno por mejor álbum de rock y diseño de la portada del disco y el tercero por el tema Deja Vu que está también incluido en Fuerza Natural.

## Agradecimientos
En la sección de agradecimientos del disco, Gustavo escribió lo siguiente:
A Beni, Lisa, Leona, Laura, Estela, Mamá, Emmanuel H, Laila, Pablo Mangione, Héctor, Nico "parker", Uri, Adrián Taverna, Didi, Sterling C, Adrián Paoletti, Richard Coleman, Danger Mouse, Lucas, B´52, Fernando Blanco, Manu, Oscar F, Electriko, Santi, Cinthia, Capi, Zeta, Charly Alberti, Germán, Flavius, Jill, Zuker, Loló, Raul (uy), Eduardo Bergallo, Oscar y Raúl (202), Tweety, Tere, Lolo, Bara, Miguel, Paulo Giardina, Nico Bernaudo, Diego Sáenz, Nora Lezano, Ale Terán, Byron, Glen, Roger Waters, Kiss (su perro) , Norberto, Leo García, Manu, Corcho (king), Shakira, Adam, Capri, Dxx, Andy Fogwill, Rano, Muriel, Afo Verde, Alberto Paiaro, Rafa Vila, Damián Amato, Fabián Granara, Todos en Sony, Gabriel Picart, Leo Gonzalo, Waiver, Magic Maggie, Rudy Pensa, Diego Quarto (Vintage Club), Daniel Guemes, Muchatela, La Fundamental, Terán, Bolivia, Nike, y a todos los que participaron directa o indirectamente. Gracias y Fuerza Natural!

## Lista de canciones
Toda la música compuesta por Gustavo Cerati. 
| N.º   | Título              | Letras                                           | Sample                                         | Duración |  |
| 1.    | «Fuerza Natural»    | Gustavo Cerati · Benito Cerati · Adrián Paoletti | J. J. Cale · Steve Winwood                     | 4:50     |  |
| 2.    | «Deja Vu»           | Gustavo Cerati                                   |                                                | 3:24     |  |
| 3.    | «Magia»             | Gustavo Cerati · Adrián Paoletti                 |                                                | 4:28     |  |
| 4.    | «Amor Sin Rodeos»   | Gustavo Cerati · Adrián Paoletti                 | Chrissie Hynde · Merle Haggard · Steve Winwood | 3:53     |  |
| 5.    | «Tracción a Sangre» | Gustavo Cerati                                   |                                                | 4:16     |  |
| 6.    | «Desastre»          | Gustavo Cerati · Benito Cerati                   |                                                | 3:36     |  |
| 7.    | «Rapto»             | Gustavo Cerati · Benito Cerati                   |                                                | 3:56     |  |
| 8.    | «Cactus»            | Gustavo Cerati                                   | Robin Pecknold                                 | 3:54     |  |
| 9.    | «Naturaleza Muerta» | Gustavo Cerati · Richard Coleman                 |                                                | 3:53     |  |
| 10.   | «Dominó»            | Gustavo Cerati · Richard Coleman                 | Gang of Four                                   | 3:18     |  |
| 11.   | «Sal»               | Gustavo Cerati · Benito Cerati · Adrián Paoletti |                                                | 4:17     |  |
| 12.   | «Convoy»            | Gustavo Cerati                                   | Mark Oliver Everett                            | 3:14     |  |
| 13.   | «He Visto a Lucy»   | Gustavo Cerati                                   | J. J. Cale · Luis Alberto Spinetta             | 5:31     |  |
| 14.   | «# - Numeral»       | Gustavo Cerati                                   |                                                | 3:49     |  |
| 56:19 |                     |                                                  |                                                |          |  |

Notas:
- «Fuerza natural» contiene samples de «John Barleycorn (Must Die)» de Traffic y «Same Old Blues» de Captain Beefheart & His Magic Band.
- «Amor sin rodeos» contiene samples de «Time the Avenger» de The Pretenders, «Can't Find My Way Home» de Blind Faith y «Mama Tried» de Merle Haggard and The Strangers.
- «Cactus» contiene un sample de «Tiger Mountain Peasant Song» de Fleet Foxes.
- «Dominó» contiene un sample de «Damaged Goods» de Gang of Four.
- «Convoy» contiene un sample de «Restraining Order Blues» de Eels.
- «He visto a Lucy» contiene samples de «Same Old Blues» de Captain Beefheart & His Magic Band y «El Parque» de Billy Bond y La Pesada del Rock and Roll.

## Cortes de difusión
- «Déjà vu» (2009, #2 ARG)
- «Rapto» (2009, #12 ARG)
- «Magia» (2010, #25 ARG)

## Videos musicales, y la película cancelada
- «Deja Vu» (2009)
- «Rapto» (2009)
- «Magia» (cancelado)
- «Cactus» (cancelado) (Visualizer de 2024)
- «Amor Sin Rodeos (Visualizer)» (2023)
- «Fuerza Natural (Visualizer)» (2024)

La idea original de los vídeos musicales era para contar una historia que sería subida en Youtube, para después ser estrenada como una película audiovisual de Fuerza Natural en los cines.
El director Andy Fogwill junto a la productora LANDIA eran los encargados de hacer los vídeos clips. 
Los videos musicales de Magia (Magia quedando en un 85% de avance confirmado por su director y que iba a ser estrenada después de la gira de Fuerza Natural) y Cactus ya lista para estrenar después de Magia (Cactus había sido grabada junto a Rapto y un posible vídeo musical de Desastre) pero a día de hoy no fueron lanzados debido al accidente cerebrovascular que sufriría Cerati en mayo de 2010, y su posterior fallecimiento en 2014, causando que las publicaciones de los materiales audiovisuales queden canceladas, y sobre todo "destruidas" para que no hayan filtraciones, quedando dos copias: Una para Sony guardada bajo llave y otra en la computadora de Cerati.
Tanto el hijo de Cerati como la familia parece no tener intenciones de publicarlo a día de hoy, y posiblemente nunca.
Mientras que los otros videos musicales del álbum no están confirmados que se hayan grabado, supuestamente el vídeo musical de # (Numeral) iba a ser exclusivo para los cines.
Se crearon visualizers entre 2023 y 2024 de Amor Sin Rodeos, Fuerza Natural y Cactus que fueron publicados por la discográfica a través del canal de YouTube de Gustavo Cerati.

## Ficha técnica
Músicos
- Gustavo Cerati: voz, guitarra líder, sintes, mpc, Rhodes, bajo y programaciones.
- Gonzalo Córdoba: guitarras.
- Leandro Fresco: coros, programación adicional, teclados.
- Fernando Nalé: bajo.
- Fernando Samalea: batería, percusión.
- «Bolsa» González: batería.
- Anita Álvarez de Toledo: coros.[11]
- Lucas Martí: batería Simmons.
- Richard Coleman: guitarra.
- Alejandro Terán: saxo.
- Christian Terán: saxo tenor.
- Santiago Castellani: trombón.
- Miguel Ángel Tallarita: trompeta.

Músicos invitados
- Benito Cerati: letras
- Richard Coleman: letras
- Sterling Campbell: batería
- Didi Gutman: teclados
- Byron Isaacs: lap steel y bajo
- Glenn Patscha: piano y órgano[11]

Personal adicional
- Producción: Gustavo Cerati.
- Coproducción: Héctor Castillo.
- Grabado y mezclado en: Unísono, Buenos Aires.
- Ingeniero de grabación y mezcla: Héctor Castillo.
- Segundo ingeniero: Uriel Dorfman.
- Tercer ingeniero y asistente técnico Unísono: Nicolás Parker Pucci.
- Asistente Unísono: Teresa Albornoz.
- Técnicos de instrumentos: Miguel Lara, Barakus Iencenella.
- Técnico de batería: «Bolsa» González.
- Mantenimiento de Pro Tools: Vasco.
- Luthier: Jorge Ash Zeballos.
- Grabaciones adicionales en: Looking Glass y Stratosphere Sound, Nueva York.
- Asistente: Adam Thompson.
- Ingeniería adicional: James Brown.
- Técnico de batería: Artie Smith.
- Mastering: Greg Calbi, Sterling Sound, Nueva York.
- Arte de disco: Rock Instrument Bureau.
- Aporte conceptual: Manuel Morales.
- Fotos: Nico Hardy, Germán Saez, Gisela Filc, Nora Lezano.
- Peinó: Oscar Fernández – Roho.
- Diseño de vestuario: Manuel Morales - GC.
- A&R Sony Music: Rafa Vila.
- Prensa: Amelia Álvarez.
- Mánager: Fernando Travi.

## Canciones de este disco que fueron versionadas por otros artistas
- Cactus por Abel Pintos, de su primer álbum en vivo Sueño dorado (2012).

## Listas musicales de álbumes
| Chart (2009)                     | Peak position |
| -------------------------------- | ------------- |
| Argentina Top de Álbumes Semanal | 1             |
| Argentina Top de Álbumes Mensual | 1             |
| México Top de Álbumes            | 1             |

## Certificaciones
| País      | Organismo certificador | Certificación | Ventas certificadas | Ref.          |
| --------- | ---------------------- | ------------- | ------------------- | ------------- |
| México    | AMPROFON               | Oro           | 30 000              | [ 14 ] [ 15 ] |
| Argentina | CAPIF                  | Platino       | 40 000              | [ 16 ] [ 17 ] |